# Петренко Олександр Сергійович
Олександр Сергійович Петренко (нар. 19 квітня 1995, Переяслав) — український актор та модель.

## Біографія
Олександр Петренко народився 19 квітня, 1995 у місті Переяслав-Хмельницький, в сім'ї військових. До 9-го класу мріяв стати юристом, а потім передумав. Навчався у Київському національному університеті культури і мистецтв на журналіста. Раніше Петренко працював фотомоделлю і брав участь у показі на Ukrainian Fashion Week.
У 2015 році він знявся у пародійному відеокліпі Чоткого Паци «Кто создал Майдан - Ку Клукс Клан».
У 2017 році Петренко разом з товаришами знімав ролики про те, як знайомитися з дівчатами, та на інші актуальні для підлітків теми на YouTube каналі chopchop.
Того ж року завдяки соцмережі Instagram Петренко отримав роль школяра Павла Самойлова в українському серіалі «Школа», прем'єра якого відбулася у січні 2018 року на телеканалі 1+1.

## Особисте життя
В 2018 році зустрічався з моделлю Лізою Коваленко. Наступі відносини були з акторкою Лізою Василенко, з якою познайомився під час зйомок серіалу «Школа». До цього, як зізнався актор, у нього не було серйозних стосунків тривалістю більше двох тижнів. 20 лютого Олександр Петренко сповістив про те, що вони розійшлися. Одружився з моделлю Ангеліною Піртсхалаві 27 січня 2021 року.

## Фільмографія

### Телебачення
| Рік       | Назва | Роль | Примітка     |
| --------- | ----- | ---- | ------------ |
| 2018—2019 | Школа | Паша | Головна роль |

### Дубляж
| Рік  | Назва          | Роль     | Дж.   |
| ---- | -------------- | -------- | ----- |
| 2019 | Це школа, бро! | Ліам Гіп | [ 9 ] |

### Музичні відео
| Рік  | Назва                 | Артист       | Роль             | Дж.    |
| ---- | --------------------- | ------------ | ---------------- | ------ |
| 2019 | «#Школа»              | Анна Трінчер | Випускник        | [ 10 ] |
| 2019 | «Слышишь» (рос.)      | Оля Шелбі    | Хлопець Олі      | [ 11 ] |
| 2019 | «Под гипнозом» (рос.) | Artik & Asti | Коханець         | [ 12 ] |
| 2020 | «Save it» (англ.)     | Ассоль       | Мирний городянин | [ 13 ] |
| 2020 | «Follow» (англ.)      | «Podol»      | Гангстер         | [ 14 ] |